# Браннсдал, Эйрик
Эйрик Браннсдал (норв. Eirik Brandsdal; род. 11 ноября 1986 года, Осло) — норвежский лыжник, многократный победитель этапов Кубка мира. Специалист спринтерских гонок.
В Кубке мира Браннсдал дебютировал в 2007 году, в январе 2011 года одержала первую победу на этапе Кубка мира. Всего имеет на своём счету 3 победы на этапах Кубка мира, все в личном спринте. Лучшим достижением Браннсдала в общем итоговом зачёте Кубка мира является 17-е место в сезоне 2011/12, в том же сезоне он стал третьим в зачёте спринтерского Кубка мира.
На чемпионате мира 2011 года в Осло занял 9-е место в спринте свободным стилем, так же был 65-м в дуатлоне на 30 км.
По итогам Кубка мира 2013/2014 занял 2 место в спринтерском зачёте (355 очков) уступив только 8 очков соотечественнику Ола Вигену Хаттестаду.
12 марта 2019 года на этапе Кубка мира в Драммене завоевал  серебряную медаль  в спринте классическим стилем.
Выступает на лыжах производства фирмы Fischer